# Синдром Дабіна — Джонсона
Синдро́м Да́біна-Джо́нсона — синдром спадкового ураження печінки, що проявляється розвитком жовтяниці, що пов'язана з порушенням транспорту прямого (кон'югованого) білірубіну з гепатоцитів у жовч (екскреційна жовтяниця — варіант паренхіматозної жовтяниці). Синдром названий на честь американських патологоанатомів Ізідора Натана Дабіна та Франка Б. Джонсона.
Жінки хворіють частіше за чоловіків. Тривалість життя не відрізняється від здорових осіб, спеціального лікування не потребує.
Прийом естрогенів при цьому захворюванні строго протипоказаний.

## Етіологія і патогенез

Аутосомно-рецесивний тип успадкування

Захворювання успадковується аутосомно-рецесивно. Внаслідок мутації порушується повноцінне функціювання білка MRP2 (англ. multidrug resistance related protein 2), який відповідає за виділення глюкорунованого (кон'югованого) білірубіну в жовчні канальці (лат. canaliculi hepatici). Внаслідок цього жовч не може повноцінно переходити з гепатоцитів в жовчні капіляри, що призводить до накопичення білірубіну в печінці і зворотного переходу кон'югованого (прямого) білірубіну в кров.

## Клінічні ознаки
Синдром Дабіна-Джонсона проявляється жовтяницею з легкою інтермітуючою (епізодичною) гіпербілірубінемією. Підвищується рівень за рахунок прямого білірубіну (близько 60 %). У сечі присутній копропорфірин.

## Діагностика
Поряд з лабораторними даними (білірубін, копропорфірин) вказує на хворобу коричнево-чорне забарвлення печінки «шоколадна печінка», яке виявляється при лапароскопії.
Негативна холангіограма через порушення виділення рентгенконтрастної речовини.
По МКХ-10 код синдрому E80.6.